# Combat de Rovereto
Première Coalition
Batailles
Le combat de Rovereto ou Roveredo opposa, le 18 fructidor an IV (4 septembre 1796), l’armée d'Italie du général Bonaparte aux forces autrichiennes du général Davidovitch. 

## Déroulement de la bataille

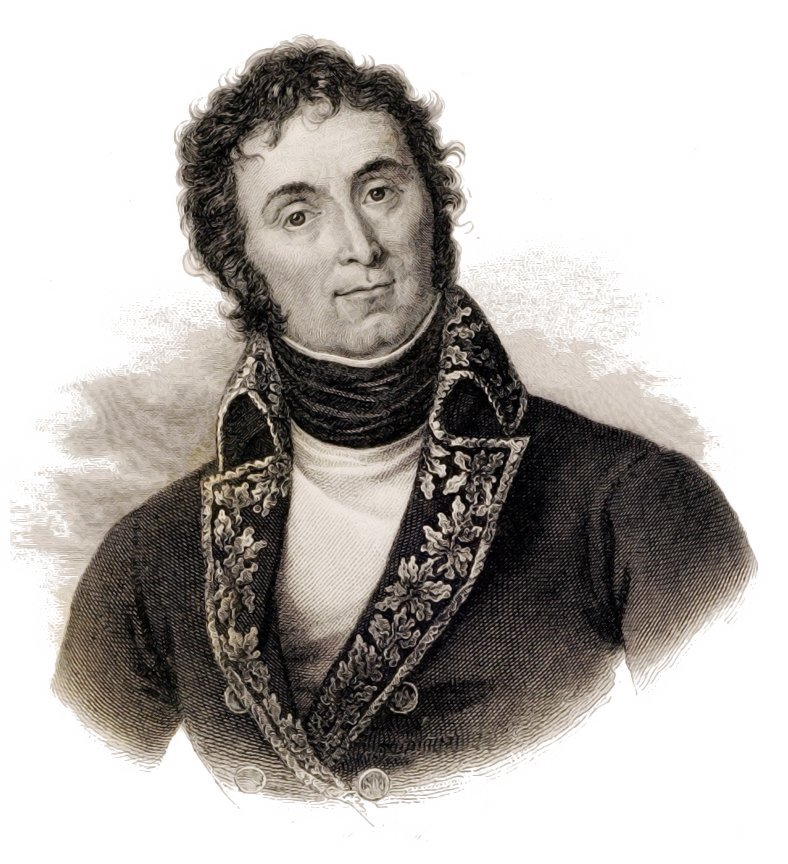
André Masséna.

Les 4 100 hommes du Feldmarschall-Leutnant Karl Philipp Sebottendorf se mirent en marche le 1er septembre. Ils furent bientôt suivis par les 4 600 hommes du Feldmarschall-Leutnant Peter Quasdanovich. Davidovich disposait en théorie de 19 555 hommes, mais seuls 13 695 étaient en état de combattre. Il déploya les brigades de Josef Philipp Vukassovich et de Johann Rudolph Sporck près de Rovereto, tandis que la brigade du prince Henri XV de Reuss-Plauen était retranché à Trente et dans certaines positions sur la rive ouest de l'Adige. Les troupes du général-major Johann Loudon, stationnées dans les Valteline, et du général-major Johann Grafen, dans le Vorarlberg, étaient trop éloignées pour leur prêter main-forte.
Vaubois, avec 10 000 hommes, tenait la rive occidentale du lac de Garde. Il embarqua le général de brigade Jean Joseph Guieu et ses hommes, tandis que deux autres détachements longeaient la rive nord entre le lac d'Idro et Riva del Garda. Après avoir opéré sa jonction avec Guieu, Vaubois poursuit sa marche vers l'est en direction de Rovereto. Bonaparte envoya Masséna avec 13 000 hommes vers le nord, en direction de la vallée de l'Adige, tandis que les 9 000 hommes d'Augereau se frayèrent un chemin à travers les montagnes au nord de Vérone.
Le 3 septembre, Masséna attaqua les 1 500 hommes de Vukassovich près d'Ala et les repoussa vers Marco, sur la rive Est de l'Adige. Vukassovich essaya en vain d'avertir Davidovich. Vaubois se retrancha sur la rive occidentale, prêt à faire face à une réaction autrichienne. Pendant ce temps, Würmser apprit enfin les nouvelles du combat et la menace que faisaient planer les troupes françaises sur la ville de Trente, mais il ne changea pas de stratégie pour autant : il continua à progresser le long des vallées de Brenta.
À l'aube, le détachement de Masséna attaqua les Autrichiens de Vukassovich à Marco. Le général de brigade Claude-Victor Perrin mena une demi-brigade le long de la route principale, tandis que le général de brigade Jean Joseph Magdeleine Pijon prit possession des hauteurs surplombant le flanc ennemi. Après une résistance vigoureuse, les Autrichiens se retirèrent pour éviter l'enveloppement. Masséna se lança à leur poursuite, dispersant un bon nombre de fuyards. Quand il atteint Rovereto, Vukassovich tenait fermement sa position jusqu'au milieu de la journée afin de récupérer les traînards. Puis il se replia vers Calliano avec les troupes qu'il lui restait, ainsi que les hommes de Sporck. Pendant ce temps, Vaubois capturait Mori, sur la rive ouest.
Davidovich plaça le colonel Karl Weidenfeld et son régiment d'infanterie (le 24e Preiss) sur une excellente position défensive, dans les gorges de l'Adige, afin de couvrir sa retraite. Cependant, le moral de ses hommes était vacillant, et après avoir subi quelques pertes, il se fit déloger : aidé par l'artillerie du général de brigade Elzéar-Auguste Cousin de Dommartin, Masséna attaqua en colonne et prit bientôt possession des lieux. Se croyant en sécurité, Vukassovich et Spork firent installer leur camp à leur arrivée à Calliano. Cette erreur de jugement fut lourde de conséquences pour l'armée autrichienne : les Français fondirent sur eux, les prenant complètement par surprise. L'armée autrichienne se dispersa en désordre.

## Conséquences
À la suite de cette bataille, 8 à 10 000 soldats autrichiens sont hors de combat, 4 000 sont faits prisonniers. Quelque 50 caissons, 25 pièces de canon, 7 drapeaux tombent aux mains des Français.
Cette journée livre aux Français l'entrée du Tyrol. Le lendemain, Bonaparte prend possession de Trente, capitale du Tyrol italien.

## Sources
- Guerres des Français en Italie, 1794-1814, 1859.
- Histoire militaire de la France de Pierre Giguet, 1849.